# Portatyw
Portatyw (łac. portare „nieść”) – małe, przenośne organy piszczałkowe używane od średniowiecza.
Składały się z jednego rzędu piszczałek labialnych. Zakres instrumentu to około dwie i pół oktawy.

Miał metalowe piszczałki o jednakowej średnicy, różnej długości. Trzymano go prostopadle do torsu grającego, który grał na nim jedną ręką, druga poruszała trójkątnym mieszkiem.
Instrument taki noszono na pasie, zawieszony u boku lub na szyi. Stawiano go także na stole lub na kolanach.

## Zastosowanie
Instrument znalazł zastosowanie zarówno do celów kościelnych jak i świeckich. Dzięki możliwości przenoszenia stosowany był podczas procesji kościelnych, przede wszystkim do podawania tonu do śpiewu chorału gregoriańskiego.

Instrument ten największą popularność miał w XV wieku.
W XVII i XVIII wieku pojawił się portatyw w obudowie skrzynkowej, noszony przez kilka osób (2-4 osoby), stosowany w procesjach religijnych i paradach wojskowych.
Portatyw to jeden z instrumentów będących w obszarze zainteresowania organoznawstwa.